# مفصل كاحلي عقبي زورقي
المفصل الكاحلي العقبي الزورقي هو مفصل كروي حقي فيه الرأس المدورة لعظم الكاحل تستقر في تجويف مكون بالسطح الخلفي للعظم الزورقي والسطح الأمامي المفصلي للعقب والسطح العلوي للرباط العقبي الزورقي الأخمصي.